# 蘆名盛舜
蘆名 盛舜（あしな もりきよ）は戦国時代の武将。蘆名氏第15代当主。

## 生涯
本項の記述はとくに断りがない限り大石1967に拠る。

### 家督相続の背景
延徳2(1490)年、13代当主・蘆名盛高の子として生まれる。兄には後の14代当主・盛滋がいる。15世紀末～16世紀初頭の蘆名氏は、これまでの度重なる内外との抗争を経ながら、会津四郡を中心とした領域に一定の支配権を確立しつつあった。一方、永正2(1505)年には盛高・盛滋父子が対立するなど、16世紀に入っても蘆名氏内部の抗争が完全に収まることはなかった。そのようなさなか、永正14(1517)年には盛高が、大永元(1521)年2月7日には当主盛滋が相次いで没する。盛滋には子がなく、その弟である盛舜が家督を嗣ぐこととなる。

### 家督相続
大永元(1521)年、蘆名家督を嗣いだ盛舜であったがその初年は決して平穏なものではなかった。4月に重臣である松本氏の一族(松本大学・同藤左衛門)を誅殺し、5月には桧玉に攻め入った長沼氏を撃退、反撃してその本拠・南山を攻めている。さらに6月には本拠・黒川に攻めてきた猪苗代氏と戦い、これに同心した松本新蔵人・同右門・塩田某らを討ち取った。なお一説では、以上のような抗争の背景には蘆名家督の座をめぐる争いがあったとされている。

### 外征
盛舜初年の抗争が落ち着きをみせると以後は内乱がほとんどみられなくなり、蘆名氏はやがて仙道方面を中心にその領外へ出兵するようになっていく。享禄元(1528)年8月には伊達氏を援助して遠方の葛西領へ兵を送り、天文元(1532)年11月には南山の長沼氏を攻めている。天文3(1534)年にも伊達氏を援助しており、白河郡新城において伊達・二階堂氏と共に岩城・白河両氏と戦った。また越後方面には、同2(1533)年の越後上杉氏の内訌に際し、上条定憲に属する本庄氏らと連絡して越後国内への出兵を計画している。同10(1541)年には猪苗代氏とも戦った。

### 治世
蘆名氏の支配の様相を示す史料は決して多くは残っていないが、盛舜が会津諸郡の寺社に対して諸権益を保証・付与した文書（判物）は多く残っており、盛舜は寺社の興隆を積極的にすすめることで内政の安定化をはかったとみられている。なお、天文7(1538)年には蘆名氏本拠・黒川に大火があり、蘆名氏の居館をはじめ針生氏・松本氏・常世氏ら重臣の屋敷や、熊野宮・諏訪社などの寺社が焼失した。この頃までには蘆名氏に加えその重臣たちが黒川城下へ集住していたとみられ、蘆名氏の領域支配の進展が伺われる。

### 幕府・朝廷との通交
天文2(1533)年に幕府政所執事を務めた伊勢貞満が作成した書札礼書には「謹上書衆」として「芦名修理大夫」の名が記されている。奥州からは他に伊達・大宝寺・南部・葛西・湊氏の名が列挙されるが、盛舜はそれらと並んで「謹上」という上所を付す厚礼な書札礼を採られる存在であった。また、同4(1535)年の義晴の御内書では、東国諸将のうち奉公を申し下すべきものを「蘆名修理大夫・同伊達左京大夫、其外関東諸侍」と記しており、蘆名盛舜・伊達稙宗が「関東」(東国)の最有力者とみなされていたと捉えられる。同7(1538)年には後奈良天皇宸筆の般若心経の一つが盛舜のもとに届けられており、陸奥国における有力者とみなされていたようである。盛舜は任官のためにも幕府と通交し、天文2(1533)年以前には修理大夫に任官されたとみられる。また、天文7(1538)年、遠江守任官の礼物を将軍義晴に送り、天文9(1540)年には大鷹一居の答礼として太刀一腰をつかわされている。

### 晩年
天文2(1533)年頃から継嗣盛氏(初名盛治)の活動がみられるようになり、治世の後半は盛舜・盛氏父子の二頭政治がとられた。天文13(1544)年12月までには盛氏に家督を譲り隠居する。天文22(1553)年死去。享年64。